# Bordezac
Bordezac település Franciaországban, Gard megyében. Lakosainak száma 392 fő (2022. január 1.). Bordezac Banne, Malbosc, Bessèges, Gagnières és Peyremale községekkel határos.

## Népesség
A település népességének változása:
| Lakosok száma | 459  | 424  | 430  | 402  | 379  | 392  | 393  | 390  | 392  | 392  |
|               | 1968 | 1982 | 1990 | 2006 | 2013 | 2015 | 2017 | 2019 | 2020 | 2022 |